# EN 14988
La EN 14988 (recepita in Italia come UNI EN 14988) è una norma tecnica europea del 2006 che disciplina i requisiti di sicurezza che devono avere i seggioloni per neonati (fino a 36 mesi) e i seggiolini per auto.

## Verifiche
La normativa sottopone i prodotti per l'infanzia a specifici test atti a ricercare potenziali pericoli:
- problemi di stabilità
- fessure in cui il bambino potrebbe infilare le dita
- bordi taglienti o appuntiti
- piccole parti che possono staccarsi ed essere ingerite.

## Revisioni
| Normativa | Sotto normativa | Tema                   | Cronologia versioni                                       |
| --------- | --------------- | ---------------------- | --------------------------------------------------------- |
| EN 14988  | 1               | requisiti di sicurezza | 2006 · 2006 + A1:2012 · 2012 · 2017 · 2017+A1:2020 · 2020 |
| EN 14988  | 2               | metodi di prova        | 2006 · 2006 + A1:2012 · 2012 · 2017 · 2017+A1:2020 · 2020 |